# Матвієнко Микола Миколайович
Матвієнко Микола Миколайович (29 листопада 1975 Клавдієво-Тарасове, Київська область, — 28 серпня 2014 Дебальцеве, Донецька область, Україна)  — військовик, стрілець-навідник, молодший сержант резерву Батальйону імені Кульчицького.
Загинув в ході російсько-української війни, коли колона Нацгвардії на маршруті Дебальцеве — Вуглегірськ потрапила у ворожу засідку. 4 солдати батальйону імені Кульчицького загинули, 19 — було поранено.

## Біографія
Матвієнко Микола Миколайович народився 29 листопада 1975 року на Київщині — смт Клавдієво-Тарасове. Пройшов строкову військову службу у Збройних силах України. Працював в органах внутрішніх справ на посаді помічника дільничного інспектора міліції. Працював в охоронній фірмі. Після Революції Гідності уклав контракт про проходження служби в військовому резерві НГУ. Воював під Слов'янськом та Дебальцевим.
Загинув Матвієнко Микола Миколайович 28 серпня в районі міста Дебальцеве Донецької області. Колона підрозділів Національної гвардії та Збройних сил України, що рухалась на допомогу силам АТО за маршрутом Дебальцеве — Комісаровка потрапила у засідку.
Похований в смт Клавдієве-Тарасове Бородянського району Київської області.
Без Миколи лишились батьки і наречена.

## Нагороди і вшанування
- Указом Президента України № 873/2014 від 14 листопада 2014 р., «За особисту мужність і героїзм, виявлені у захисті державного суверенітету та територіальної цілісності України, вірність військовій присязі», нагороджений орденом «За мужність» III ступеня (посмертно)[2].
- Його портрет розміщений на меморіалі «Стіна пам'яті полеглих за Україну» у Києві: секція 3, ряд 6, місце 16
- Вшановується 28 серпня на щоденному ранковому церемоніалі вшанування українських захисників, які загинули цього дня у різні роки внаслідок російської збройної агресії[3]